# Al-Jàhidh
Abu-Uthman Amr ibn Bahr ibn Mahbub ibn Fazzara al-Laythí al-Kinaní al-Basrí (àrab: أبو عُثْمان عُمَرُو بن بَحر بن مَحْبُوبٌ بن فَزارَة اللَّيْثِيّ الْكِنَانِيّ الْبَصَرِيّ, Abū ʿUṯmān ʿAmr b. Baḥr b. Maḥbūb b. Fazzāra al-Layṯī al-Kinānī al-Baṣrī), més conegut pel seu làqab com al-Jàhidh (àrab: الجاحظ, al-Jāḥiẓ) (Bàssora, 781 – 869), fou un famós intel·lectual àrab, que hom creu que tenia ascendència afroàrab d'Àfrica oriental. Fou un escriptor de prosa en àrab i autor d'obres sobre literatura, biologia, zoologia, història, filosofia islàmica, psicologia, kàlam (teologia) mutazilita i polèmiques políticoreligioses.

## Biografia
El sobrenom al-Jàhidh significa ‘el que té les còrnies sortides’.
Poc se sap de la infància d'al-Jàhidh: una família pobra, un avi esclau zanj. De petit va vendre peix als canals de Bàssora per guanyar-se la vida. al-Jàhidh es va unir a Bàssora a un grup de joves de la mesquita principal que debatien sobre ciència i va assistir a cursos de filologia, lexicografia i poesia.
Els seus estudis es van allargar vint-i-cinc anys, durant els quals va adquirir un profund coneixement de la poesia i la filologia àrabs, la història preislàmica dels àrabs i perses, l'Alcorà i els hadits. També va estudiar textos de ciència i filosofia traduïts del grec, incloent-hi les obres d'Aristòtil. La seva educació es va veure facilitada pel fet que el Califat Abbàssida, en plena revolució cultural i intel·lectual, promovia la difusió dels llibres.
Quan encara vivia a Bàssora, al-Jàhidh va escriure sobre la institució del califat, obra que es considera l'inici de la seva carrera d'escriptor. Sembla que la seva mare li va oferir una cistella plena de quaderns i li va dir que es guanyaria la vida escrivint. Al-Jàhidh va escriure més de dos-cents llibres sobre temes tan diversos com la gramàtica de la llengua àrab, la zoologia i la ramaderia, la poesia, la lexicografia i la retòrica. De tots aquests textos ens n'han arribar només una trentena. Al-Jàhidh va ser també un dels primers escriptors àrabs que va suggerir una revisió completa del sistema gramatical de la llengua àrab, tot i que aquesta revisió no es duria a terme fins a dos-cents anys després, amb el lingüista Ibn Madà.
Al voltant de 816, al-Jàhidh es va traslladar a Bagdad, la capital califal, amb motiu de la fundació de la Casa de la Saviesa. Gràcies al mecenatge del califa abbàssida, al-Jàhidh es va establir a Bagdad, i més tard a Samarra. El califa al-Mamun va valorar convertir al-Jàhidh en tutor dels seus fills, però va canviar d'opinió quan li va veure els «ulls protuberants» (àrab: جاحظ العينين, jàhidh al-aynayn), la qual cosa li va valer el sobrenom.
Després de més de cinquanta anys a Bagdad, al-Jàhidh va tornar a Bàssora, on va morir a finals del 868 o principis del 869. No es coneixen les causes exactes de la seva mort; però segons la tradició popular hauria mort esclafat a causa de la caiguda dels llibres de la seva biblioteca. Segons una altra versió, va morir de malaltia a l'edat de noranta anys.

## Obra destacada

### Kitab al-hayawan (Llibre dels animals)
Kitab al-hayawan és una enciclopèdia de set volums amb anècdotes, proverbis i descripcions poètiques de 350 varietats d'animals. Els comentaristes moderns han comparat els seu relat de la «lluita per l'existència» en el regne animal amb el marc de la teoria de l'evolució.

### Kitab al-bukhalà (Llibre dels avars o dels miserables)
Kitab al-bukhalà és una col·lecció d'històries sobre l'avarícia. Utilitza un to humorístic i satíric i és el millor exemple de la prosa de l'autor. En el llibre, ridiculitza mestres, mendicants, cantants i escribes pel seu comportament avar.
Des de novembre de 2019 existeix la versió en català, Llibre dels avars, publicat per Adesiara editorial, traduïda de l'àrab per Margarida Castells Criballés i amb introducció de la traductora (ISBN 9788416948376).

### Kitab al-bayan wa-t-tabyin (Llibre de l'eloqüència i la demostració)
Kitab al-bayan wa-t-tabyin és una de les seves últimes obres. Hi escriu sobre epifanies, discursos retòrics, líders sectaris i prínceps. Aquesta obra es considera el primer pas en la teoria literària àrab que segueix un model sistemàtic i formal. Al-Jàhidh defineix l'eloqüència com la capacitat del parlant de produir un missatge eficaç de manera breu i elaborada.

### Kitab mufàkharat al-jawari wa-l-ghilman
Kitab mufakharat al-jawari wa l-ghilma és una obra sobre concubines i mossos adolescents. Les històries eròtiques que la componen revelen una sensualitat desfrenada i mostren com es percebia la sexualitat en aquella època.

### Rissàlat mufàkharat as-sudan ala-l-baydan
Rissàlat mufàkharat as-sudan ala-l-baydan és una obra que celebra la superioritat de la raça negra a la blanca.